# Richard Kermode (Leichtathlet)
Richard Kermode (* 3. Juli 1955) ist ein ehemaliger fidschianischer Mittelstreckenläufer und Sprinter.
Bei den British Commonwealth Games 1974 in Christchurch schied er über 800 m im Vorlauf aus und wurde Achter in der 4-mal-400-Meter-Staffel. 1975 siegte er bei den Südpazifikspielen über 800 m.
Bei den Commonwealth Games 1982 in Brisbane scheiterte er über 800 m und über 1500 m in der ersten Runde. 1983 gewann er bei den Südpazifikspielen Gold über 800 m und Silber über 1500 m.

## Persönliche Bestzeiten
- 800 m: 1:49,81 min, 27. Januar 1974, Christchurch (ehemaliger nationaler Rekord)
- 1500 m: 3:42,81 min, 13. Februar 1982, Auckland (nationaler Rekord)